# Bridge nos Jogos Asiáticos de 2022
O torneio de bridge nos Jogos Asiáticos de 2022 foi realizado na Academia de Xadrez de Hangzhou, na cidade de Hangzhou, na China entre os dias 27 de setembro e 6 de outubro de 2023. A China terminou em primeiro lugar no quadro de medalhas, conquistando 3 medalhas.

## Cronograma
| Q | Qualificação | S | Semifinais | F | Finais |

| Evento↓/Data →   | 27 Qua | 28 Qui | 29 Sex | 30 Sáb | 1 Dom | 2 Seg | 3 Ter | 4 Qua | 5 Qui | 6 Sex |
| ---------------- | ------ | ------ | ------ | ------ | ----- | ----- | ----- | ----- | ----- | ----- |
| Equipe masculina | Q      | Q      | Q      | Q      | Q     | Q     | S     | S     | F     | F     |
| Equipe feminina  | Q      | Q      | Q      | Q      | Q     | Q     | S     | S     | F     | F     |
| Equipe mista     | Q      | Q      | Q      | Q      | Q     | Q     | S     | S     | F     | F     |

## Nações participantes
Um total de 171 atletas de 12 nações competiram no bridge nos Jogos Asiáticos de 2022:
- BAN Bangladesh (5)
- CHN China (15)
- TPE Taipé Chinês (18)
- HKG Hong Kong (18)
- IND Índia (18)
- INA Indonésia (12)
- JPN Japão (8)
- PAK Paquistão (11)
- PHI Filipinas (12)
- SGP Singapura (18)
- KOR Coreia do Sul (18)
- THA Tailândia (18)

## Medalhistas
| Evento           | Ouro                                                                                         | Prata                                                                                              | Bronze |
| ---------------- | -------------------------------------------------------------------------------------------- | -------------------------------------------------------------------------------------------------- | --- |
| Equipe masculina | HKG Hong Kong Chiu Wai Lap Ho Hoi Tung Ho Wai Lam Lai Wai Kit Mak Kwok Fai Sze Shun Sum      | IND Índia Ajay Khare Sumit Mukherjee Jaggy Shivdasani Sandeep Thakral Rajeshwar Tiwari Raju Tolani | JPN Japão Kazuo Furuta Hiroaki Miura Masayuki Tanaka Hiroki Yokoi                                                                                         |
| Equipe masculina | HKG Hong Kong Chiu Wai Lap Ho Hoi Tung Ho Wai Lam Lai Wai Kit Mak Kwok Fai Sze Shun Sum      | IND Índia Ajay Khare Sumit Mukherjee Jaggy Shivdasani Sandeep Thakral Rajeshwar Tiwari Raju Tolani | CHN China Hu Linlin Ju Chuancheng Liu Jing Liu Yinghao Zhuang Zejun                                                                                       |
| Equipe feminina  | CHN China Huang Yan Liu Yan Ran Jingrong Yu Xiuting                                          | TPE Taipé Chinês Chen Yin-shou Hsiao Kuan-chu Lin Yin-yu Liu Lin-chin Liu Pei-hua Yang Ming-ching  | SGP Singapura Leong Jia Min Li Lan Lim Jing Xuan Low Siok Hui Jazlene Ong Selene Tan                                                                      |
| Equipe feminina  | CHN China Huang Yan Liu Yan Ran Jingrong Yu Xiuting                                          | TPE Taipé Chinês Chen Yin-shou Hsiao Kuan-chu Lin Yin-yu Liu Lin-chin Liu Pei-hua Yang Ming-ching  | HKG Hong Kong Pearlie Chan Charmian Koo Tang Tsz In Joyce Tung Flora Wong Yeung Hoi Ning                                                                  |
| Equipe mista     | TPE Taipé Chinês Fan Kang-wei Liu Ming-chien Wu Tzu-lin Chen Kuan-hsuan So Ho-yee Tsai Po-ya | CHN China Chen Yichao Dai Jianming Hu Junjie Fu Bo Wang Jian Zhang Yu                              | THA Tailândia Panjaroon Jariyanuntanaet Kirawat Limsinsopon Kridsadayut Plengsap Wanna Amornmeswarintara Kanokporn Janebunjong Pavinee Sitthicharoensawat |
| Equipe mista     | TPE Taipé Chinês Fan Kang-wei Liu Ming-chien Wu Tzu-lin Chen Kuan-hsuan So Ho-yee Tsai Po-ya | CHN China Chen Yichao Dai Jianming Hu Junjie Fu Bo Wang Jian Zhang Yu                              | SGP Singapura Loo Choon Chou Luo Cheng Gideon Tan Lam Ze Ying Seet Choon Cheng Tan Sock Ngin                                                              |

## Tabela de medalhas
| Pos.               | País               | Ouro | Prata | Bronze | Total |
| ------------------ | ------------------ | ---- | ----- | ------ | ----- |
| 1                  | China (CHN)        | 1    | 1     | 1      | 3     |
| 2                  | Taipé Chinês (TPE) | 1    | 1     | 0      | 2     |
| 3                  | Hong Kong (HKG)    | 1    | 0     | 1      | 2     |
| 4                  | Índia (IND)        | 0    | 1     | 0      | 1     |
| 5                  | Singapura (SGP)    | 0    | 0     | 2      | 2     |
| 6                  | Japão (JPN)        | 0    | 0     | 1      | 1     |
| 6                  | Tailândia (THA)    | 0    | 0     | 1      | 1     |
| Total (7 entradas) | Total (7 entradas) | 3    | 3     | 6      | 12    |